# Янис Сягас
Янис Сягас (на гръцки: Γιάννης Σιάγας) е гръцки архитект и майстор строител от края на XIX – началото на XX век.

## Биография
Роден е в малкото западномакедонско градче Сятища в 1852 година. Синът му Дзордзи носи прякор Дебрели (Ντεμπρελή), което предполага връзка с Дебър или Дебрец.
Става майстор строител и завършва няколко големи архитектурни проекта в македонската столица Солун като Георгиадевата къща („Василевс Георгиос“ № 20, днес разрушена), Шато Мон Боньор („Василиса Олга“) и Вила „Алатини“ на същата улица.
В 1890 година, под ръководството на архитект Ксенофон Пеонидис и заедно със синовете си Дзордзи и Ангелос изграждат неокласическата Хадзилазарова къща, известна и като Сяговата къща.
В 1911 година, след като Пиеро Аригони е принуден да напусне Османската империя, Сягас заедно със сина си Дзордзи поема изграждането на Каза Бианка, която завършва в 1913 година.